# Ondrej Lunter
Ondrej Lunter (ur. 20 marca 1987 w Bańskiej Bystrzycy) – słowacki samorządowiec, od 2022 roku przewodniczący kraju bańskobystrzyckiego. Wcześniej od 2019 roku pełnił urząd wiceprzewodniczącego tego kraju.        

## Życiorys
Jest synem Jána Luntera, polityka, który również był przewodniczącym kraju bańskobystrzyckiego.
Uczył się we Freemont High School w Kalifornii. W 2010 roku uzyskał licencjat z zakresu ekonomii na Uniwersytecie Masaryka, a następnie w 2012 roku tytuł magistra z dziedziny politologii na tej samej uczelni. W marcu 2010 roku był współzałożycielem serwisu Demagog zajmującego się weryfikowaniem faktów w przestrzeni publicznej. Pracował następnie w rodzinnej firmie Alfa Bio.

### Działalność polityczna
W styczniu 2017 roku został szefem sztabu swojego ojca, Jana Luntera, ubiegającego się o urząd przewodniczącego kraju. W wyborach samorządowych w tym samym roku został wybrany radnym kraju bańskobystrzyckiego. W maju 2019 roku rada wybrała go na urząd wiceprzewodniczącego kraju.
W wyborach w 2022 roku ubiegał się o urząd przewodniczącego kraju jako niezależny kandydat z poparciem Głosu – Socjalnej Demokracji, Wolności i Solidarności, Postępowej Słowacji, Ruchu Chrześcijańsko-Demokratycznego, Demokratów, Obywatelskiej Partii Konserwatywnej i Aliancia. Wygrał wybory otrzymując 96 438 głosów (47,53%). 24 listopada tego samego roku objął urząd. W październiku 2023 roku został zastępcą członka w Europejskim Komitecie Regionów.